# Дом Деспича
Дом Деспичей (босн. Despića kuća; сербохорв. Деспића кућа) — исторический дом-музей в Сараево, Босния и Герцеговина. Первоначально резиденция влиятельной сербской православной семьи Деспич, здание сейчас является филиалом Музея Сараева. Экспозиция демонстрирует быт богатой купеческой семьи в османский и австро-венгерский периоды. Дом примечателен уникальным сочетанием архитектурных стилей и культурной значимостью.

## История
Семья Деспич, одна из самых богатых и влиятельных сербских православных семей Сараево, поселилась в городе в середине XVIII века. Основатель рода, Ристо Слепчевич, предположительно переехал в Сараево из герцеговинского села Самбор.
Самая старая часть дома датируется XVII веком. Со временем здание расширялось, отражая рост благосостояния семьи. В 1960-х годах Перо Деспич завещал дом городу, после чего он был преобразован в музей.

## Архитектура
Дом Деспичей — выдающийся пример жилой архитектуры, сочетающей элементы османского и австро-венгерского стилей. Строительство дома происходило в три этапа, начиная с XVII века. Архитектурные особенности включают традиционные деревянные интерьеры в османском стиле и декоративные элементы австро-венгерской эпохи, что отражает мультикультурное влияние Сараево.

## Коллекция музея
Экспозиция музея знакомит с бытом богатой купеческой семьи:  
- Подлинная мебель и предметы домашнего обихода XIX — начала XX веков.
- Пианино Вильгельмины «Мины» Деспич, произведённое семейной компанией Neubauer в Вене[5].
- Копия завещания Хаджи Максо Деспича, размещённая на внутренней стене дома[6].
- Экспозиция о традиционном жилище сербской семьи[7].

## Культурное значение
Дом Деспичей занимает особое место в культурной истории Сараево. Члены семьи способствовали развитию театрального искусства: здесь проходили первые театральные постановки города, что сделало здание важным местом для становления современного театра в регионе.

## Расположение
Дом расположен на углу улицы Деспићева и Обала Кулина бана, в историческом районе Башчаршия. Район Латинлук, где находится дом, богат культурными памятниками, включая nearby Латинский мост.

## Галерея

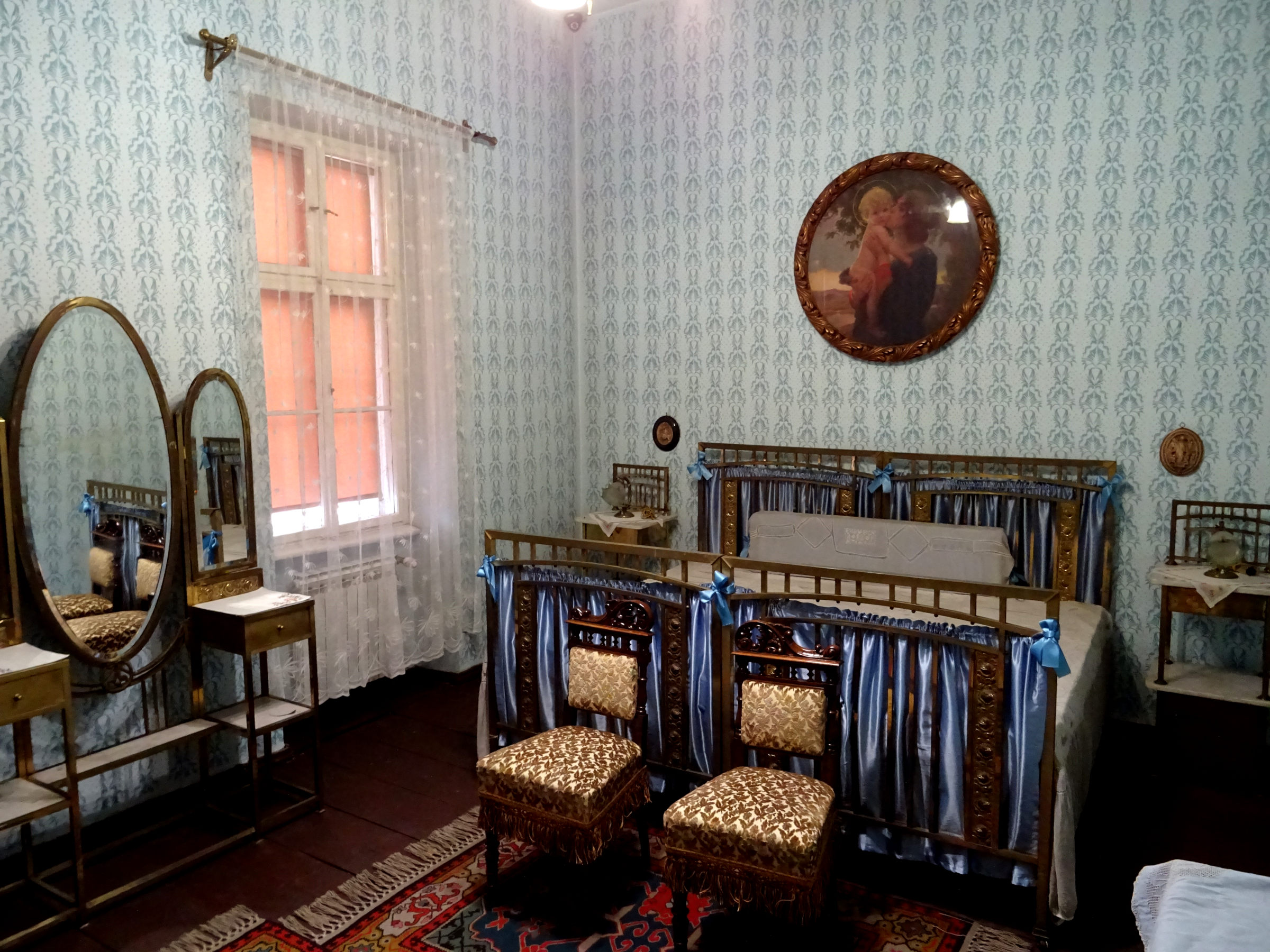
Спальня
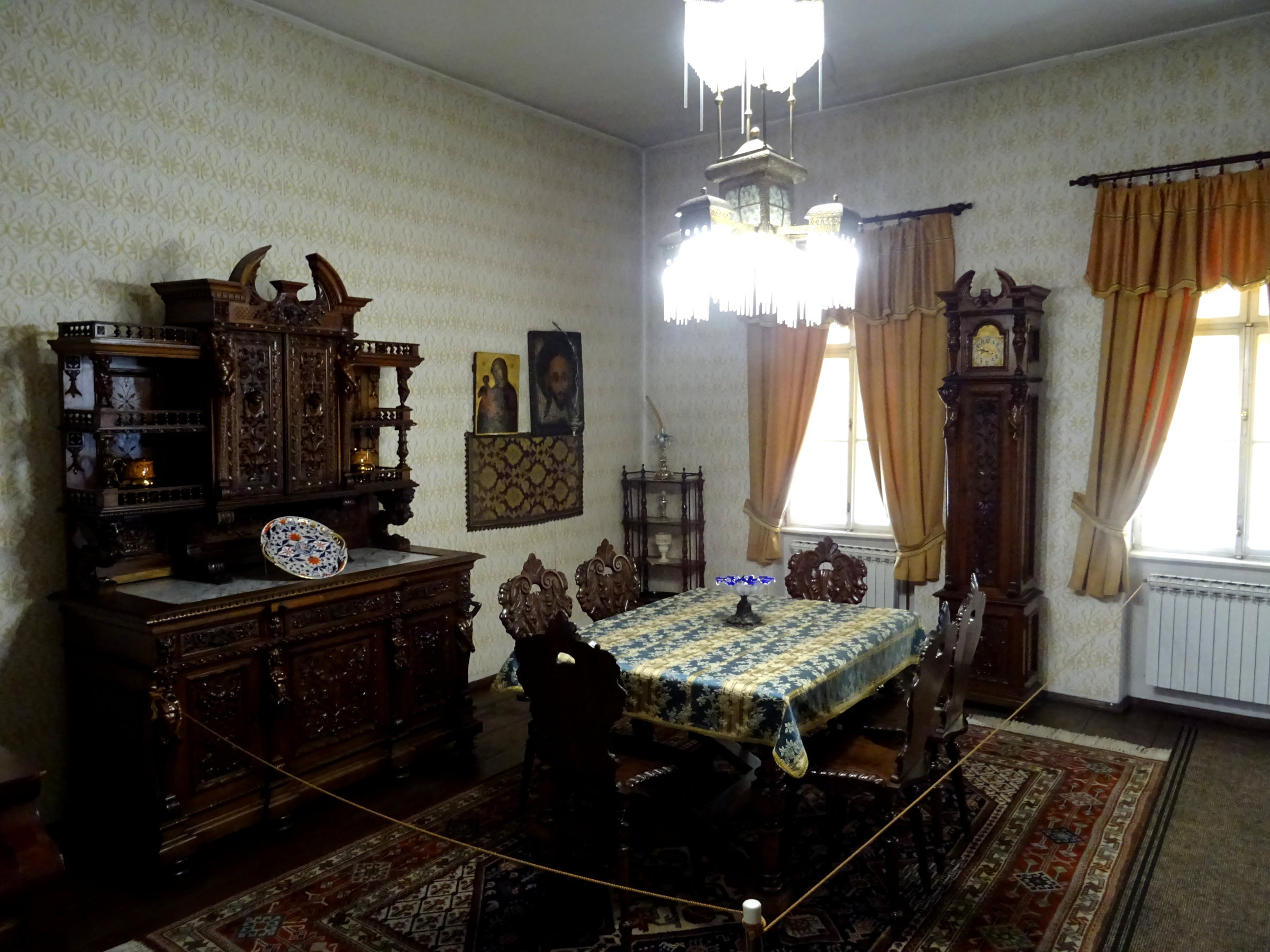
Столовая на первом этаже
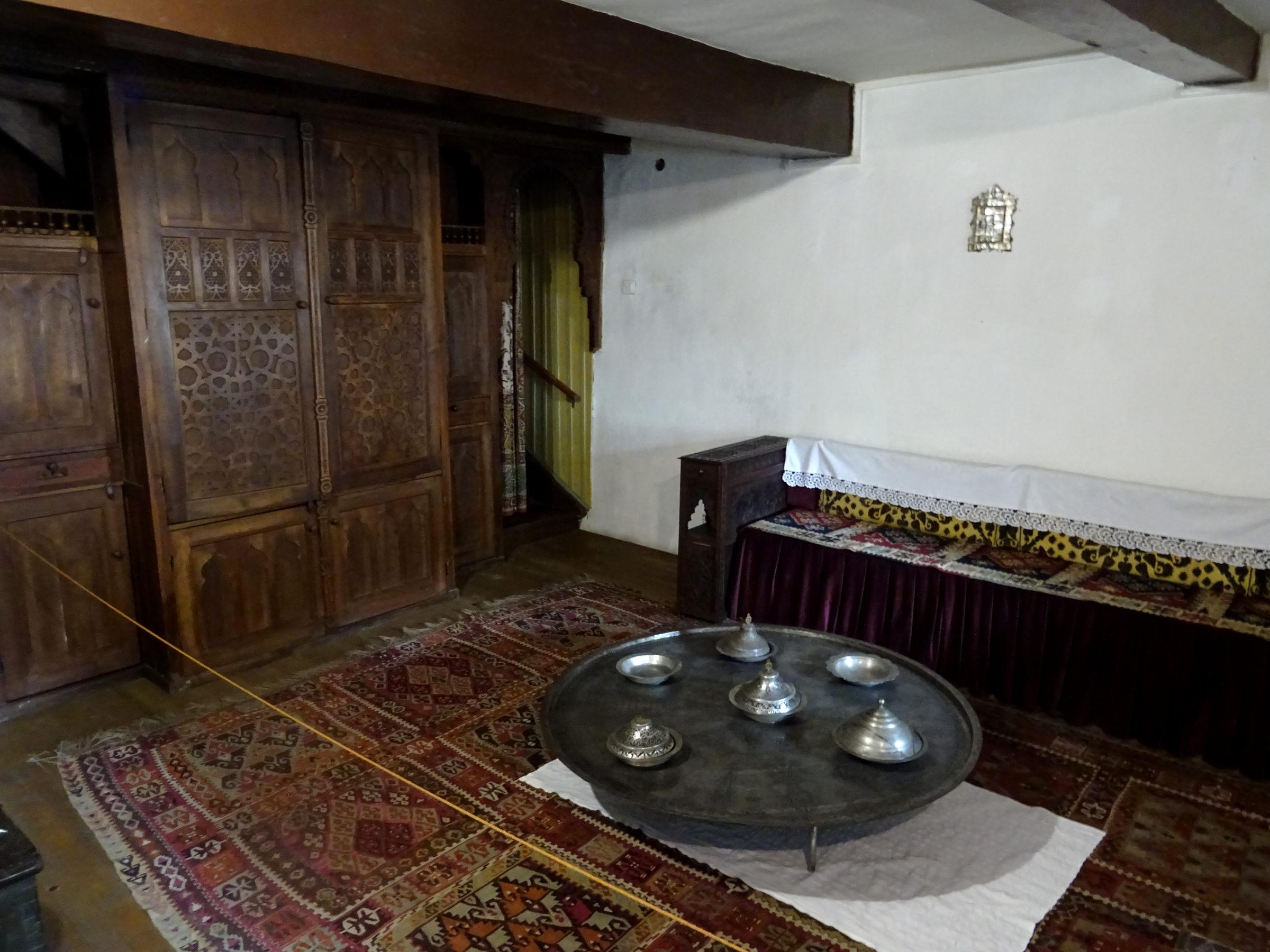
Комната Хаджи-Максо
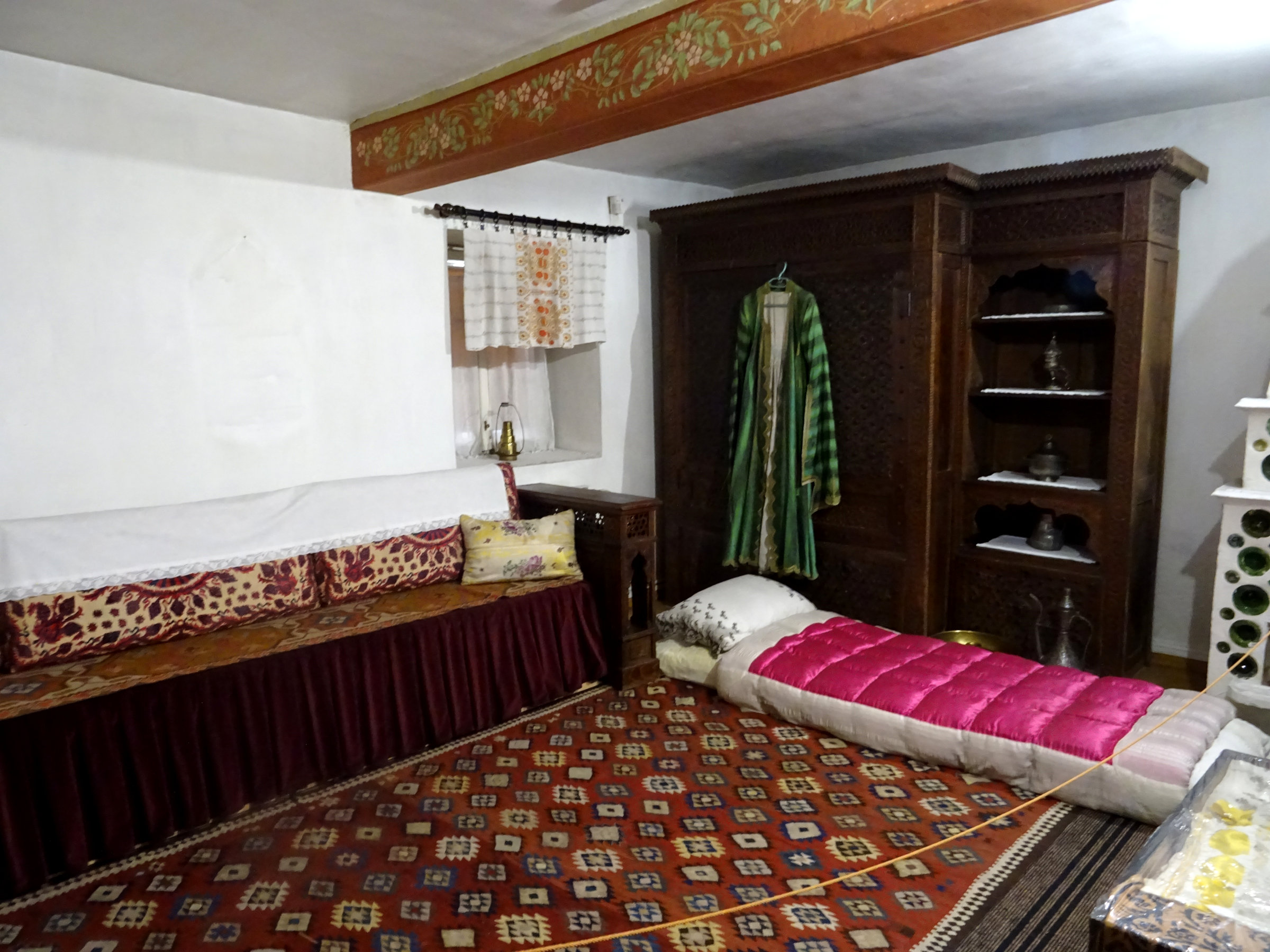
Комната матери
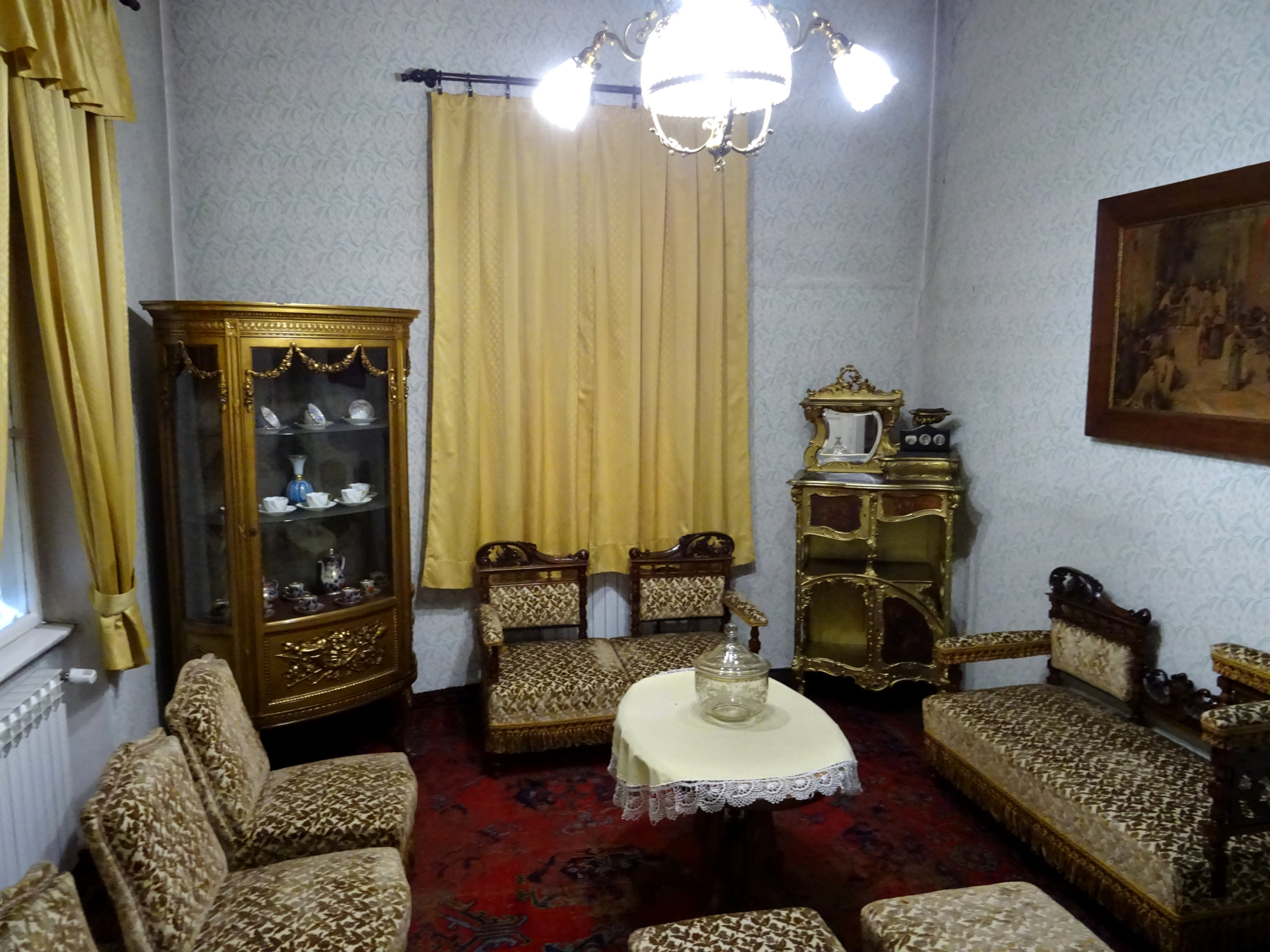
Гостиная
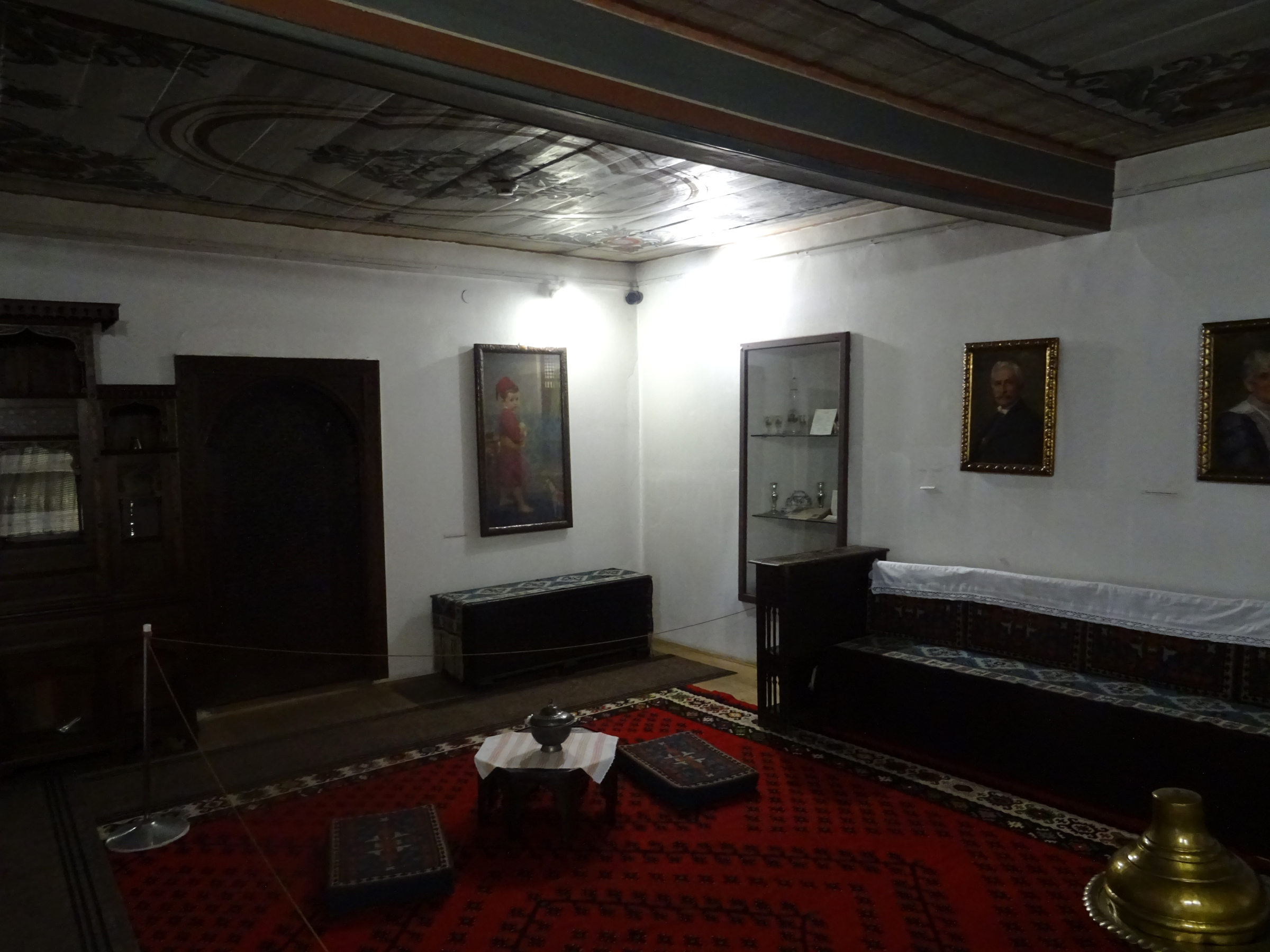
Театральный зал
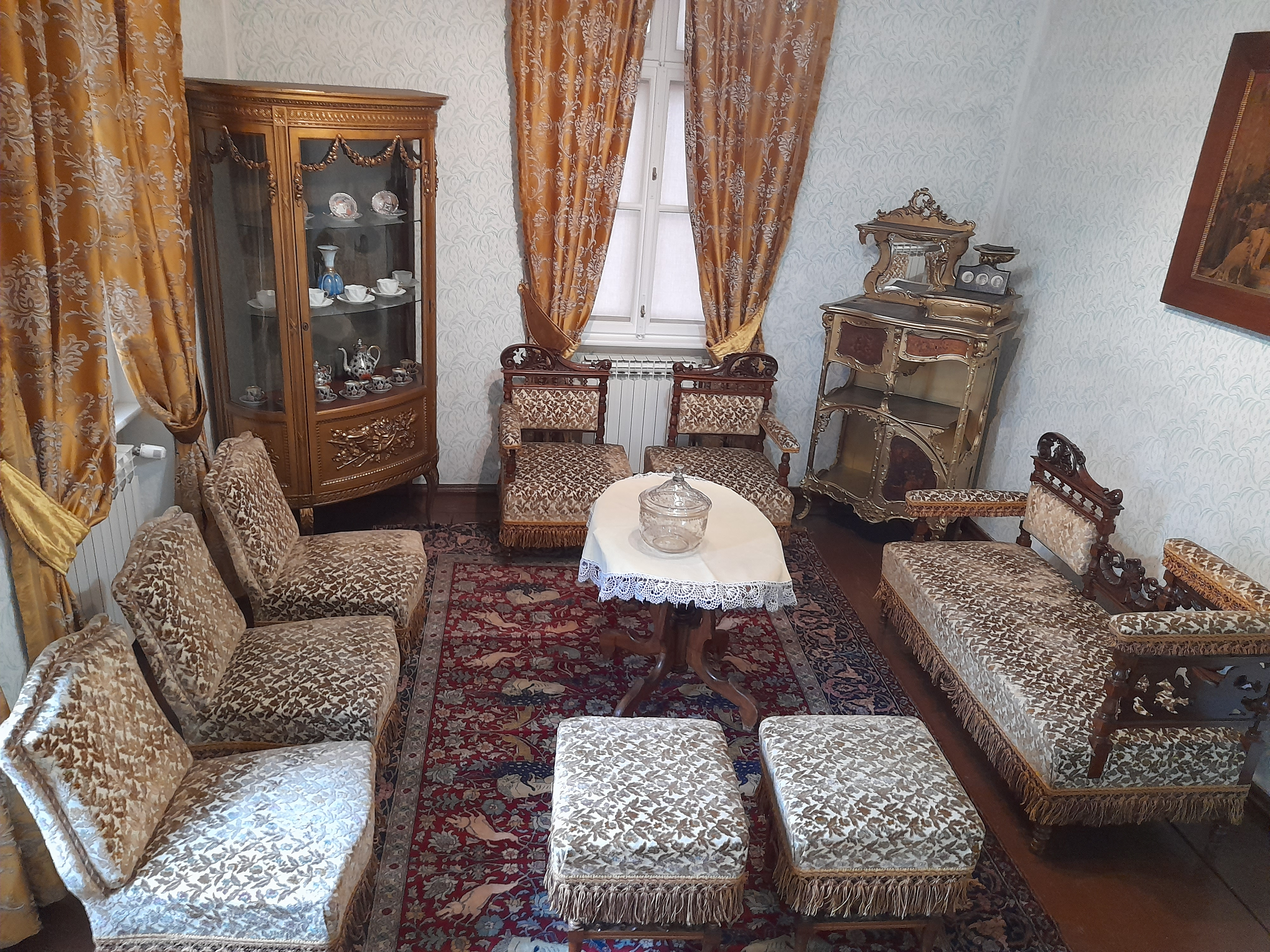
Дом Деспичей
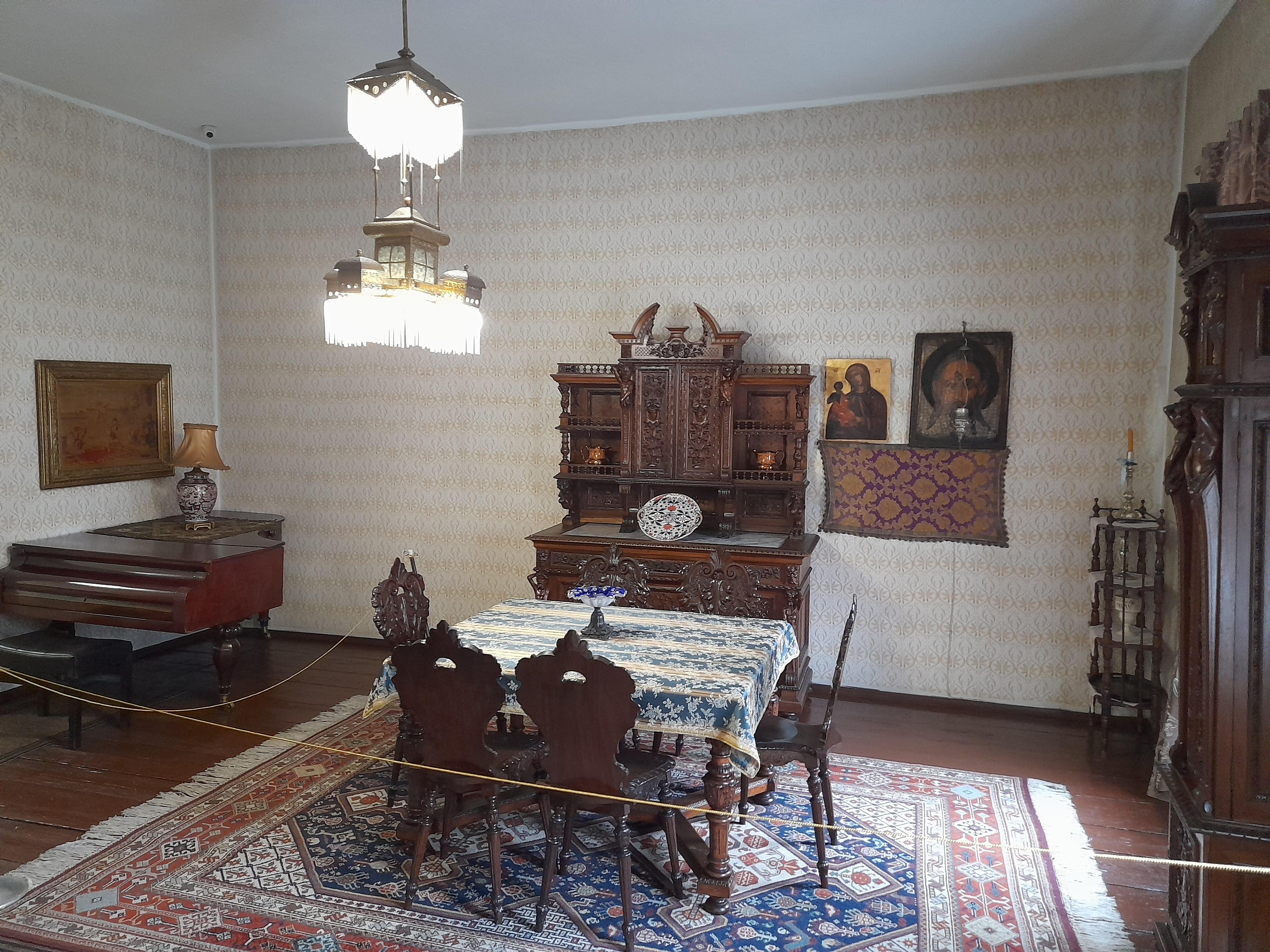
Столовая
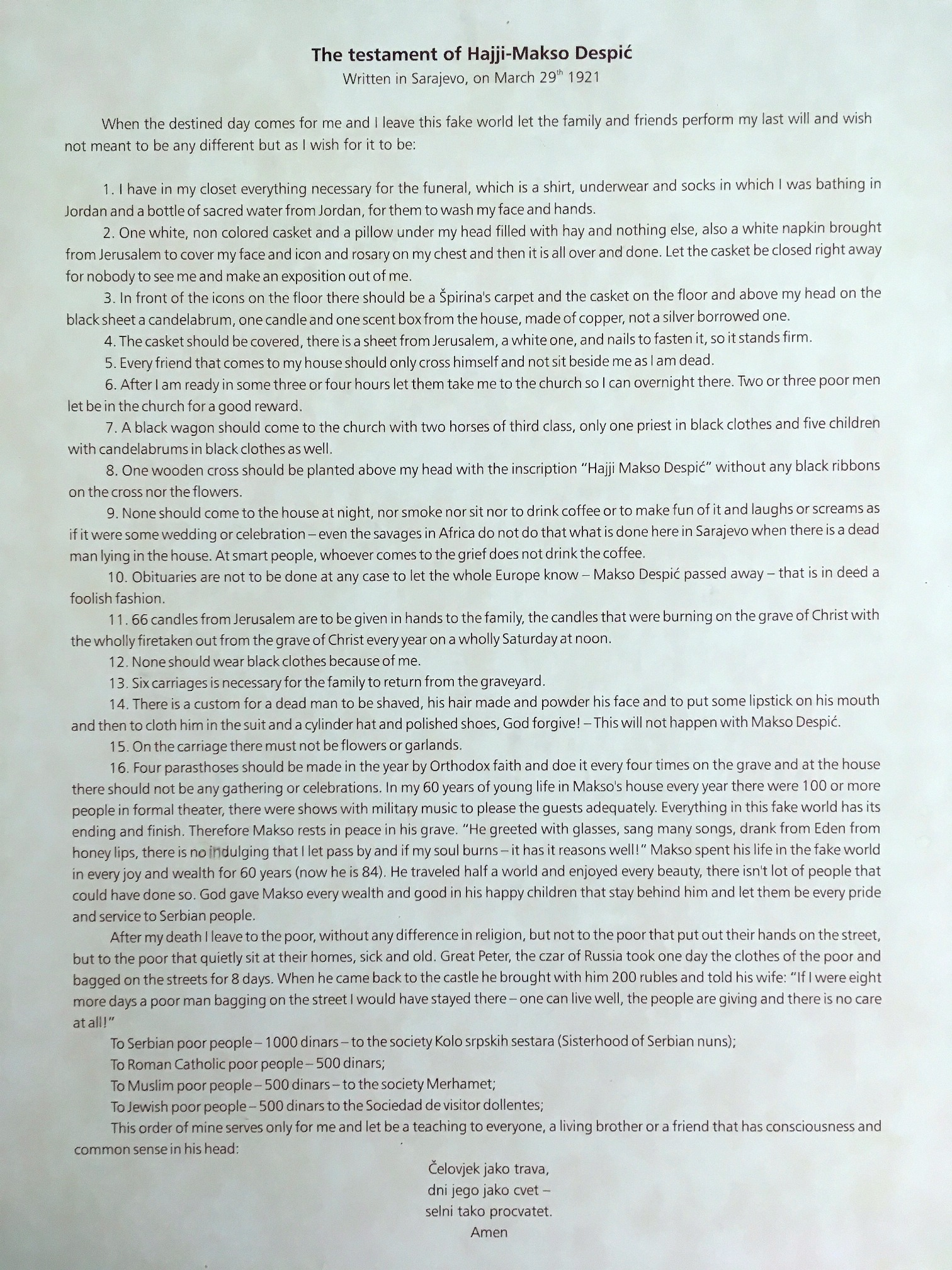
Завещание Хаджи-Максо Деспича
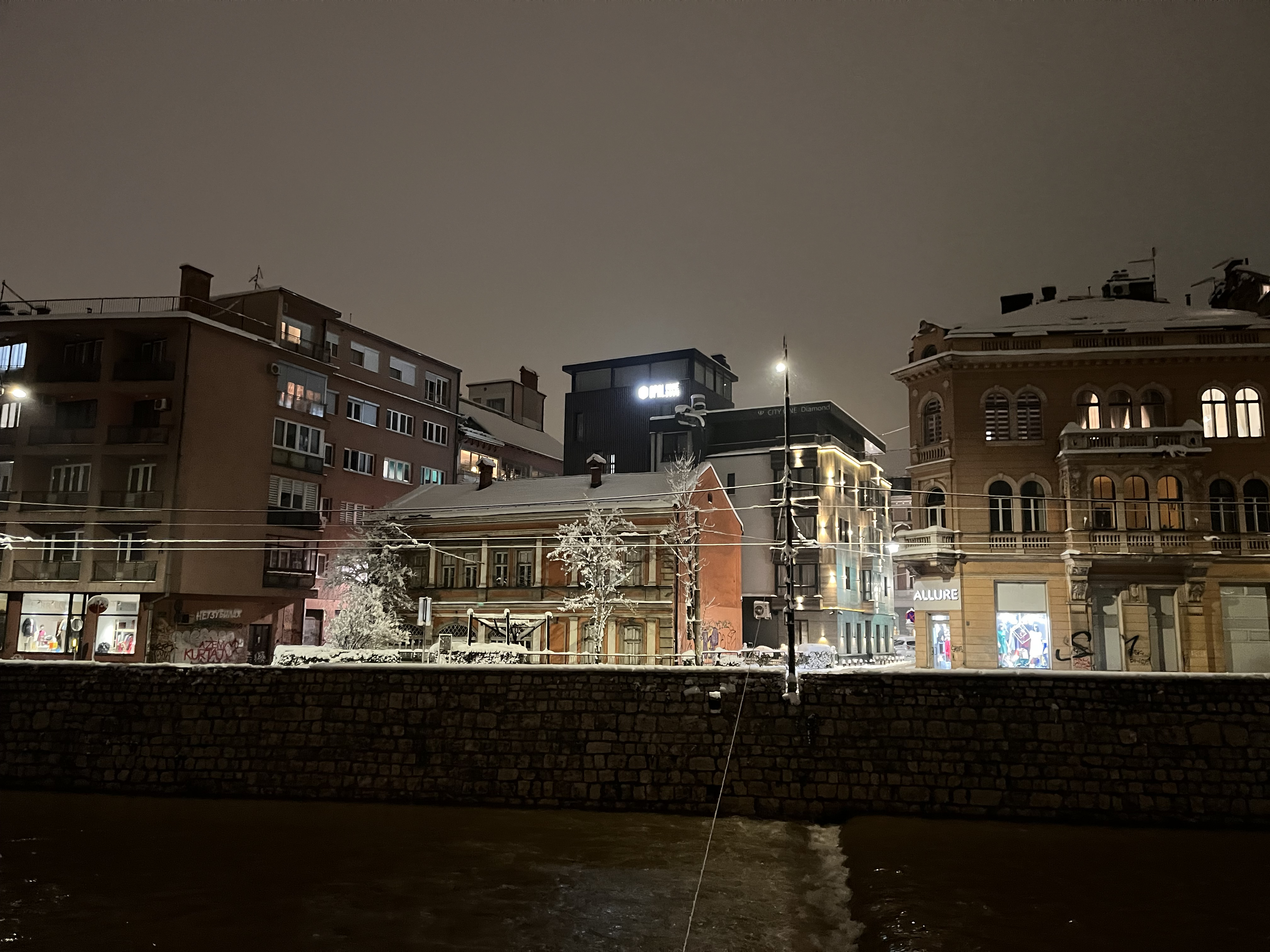
Дом Деспичей ночью